# Herman Marie Bernelot Moens
Herman Marie Bernelot Moens (Den Helder, 25 september 1875 - Casablanca, 24 december 1938) was een zelfverklaard antropoloog en werd geïnspireerd door de sociaal-darwinistische ideeën van Ernst Haeckel.
Herman was de zoon van Hermann Bernelot Moens, een marineofficier, en Elisabeth Catharina Adelaïde Heijning. Hoewel hij aanvankelijk weinig interesse toonde in het landleven, schreef hij zich na een matig middelbare schoolresultaat in voor een opleiding in jacht en bosbouw (1898). Na zijn opleiding werd Moens biologieleraar in Zutphen (1900). Vanaf 1902 maakte hij reizen naar verschillende landen, waaronder Rusland en landen rond de Middellandse Zee. Van 1903 tot 1906 was hij leraar natuurlijke historie in Maastricht. 
Hij kreeg het idee  om met een experiment de evolutietheorie te bewijzen. In 1908 stelde hij voor om de wijfjes van gorilla's en chimpansees te bevruchten met het sperma van zwarte Afrikanen, om zo de ontbrekende schakel tussen mensapen en de mens te vinden. Dit idee kreeg steun van bekende geleerden zoals Ernst Haeckel, hoogleraar in de dierkunde aan de universiteit van Jena, en Ilja Metsjnikov, directeur van het Pasteur-instituut in Parijs. Hij kreeg echter verwijten van onethisch gedrag en wetenschappers leverden kritiek met het argument dat een muilezel ook niets zegt over een voorouder van een paard en een ezel. Hij liet het idee varen vanwege moeilijkheden om de financiering rond te krijgen. 
Hij reisde door Duitsland en belandde uiteindelijk in Oostenrijks Galicië, waar hij een leidinggevende bij de Nederlands-Poolse Petroleumonderneming zou zijn geweest. 
In 1914 beschikte hij over voldoende middelen om naar de Verenigde Staten te reizen. Daar werd hij getroffen door de ongelijke behandeling van mensen met een andere huidskleur en al snel liet hij openlijk weten dat zo'n behandeling alleen maar gebaseerd was op vooroordelen. Omdat hij door het uitbreken van de Eerste Wereldoorlog geen toegang meer had tot zijn geld in Europa was hij gedwongen werk te zoeken in de VS. Hij kreeg in 1916 een baan bij Roxana Petroleum Corporation, een dochtermaatschappij van Koninklijke Olie, en hij probeerde onderzoek naar atavismen onder gemengdbloedigen te doen op gekleurde scholen, maar trok door de gebrekkige wetenschappelijke kwaliteit de aandacht van Amerikaanse veiligheidsdiensten, die hem als mogelijke Duitse spion in de gaten hielden. Hij werd uiteindelijk gearresteerd en in 1919 veroordeeld voor het bezit van naaktfoto's van schoolmeisjes die hij voor zijn onderzoek had gemaakt. Die werden als pornografisch beoordeeld. Het proces leidde tot hysterische ophef onder de bevolking van Washington. Moens werd in hoger beroep vrijgesproken, maar er werd direct een nieuwe aanklacht ingediend. Justitie maakte echter geen haast om de zaak voor de rechter te brengen. In 1923 werd de zaak geseponeerd.
In 1926 vestigde Moens zich in Parijs. Hij waarschuwde voor een wereldwijde rassenoorlog en pleitte voor rassenvermenging. Voor hem was de mensheid één broederschap. In 1928 was hij mede-oprichter van het genootschap Universeele Broederschap en later vertrok hij met zijn eigen groep, Supra Nation genaamd, naar de Internationale Zone van Tanger. Hier zette hij zich in voor interraciale harmonie, verdraagzaamheid en vrede. Op een reis door Tunesië en Algerije werd hij ziek en hij stierf in 1938 in een ziekenhuis in Casablanca.
Hoewel Moens zichzelf als een serieus geleerde zag, ontbrak het hem aan een academische opleiding, en werd hij over het algemeen afgewezen door de gevestigde wetenschap. Hij miste de nuances van het debat over de rol van natuur en cultuur in de evolutie van de mens. Zijn ideeën en idealen pasten echter in het bredere tijdsbeeld van het begin van de 20e eeuw, waarin idealistische denkers profetische visies hadden over de toekomst van de beschaving.